# Ivan Zakharovich Susaykov
Ivan Zakharovich Susaykov (12 tháng 9 (lịch cũ 30 tháng 8) năm 1903, tại làng Davydkovo, tỉnh Smolensk - 12 tháng 7 năm 1962, Moskva) là một sĩ quan chính trị cao cấp trong quân đội Liên Xô, Thượng tướng xe tăng. Trong những năm phục vụ trong quân đội, ông đã tham gia tích cực vào chiến dịch Ba Lan của Hồng quân, chiến tranh Xô-Phần, sáp nhập các nước Baltic, Tây Ukraina và Tây Belarus vào Liên Xô, Chiến tranh Vệ quốc vĩ đại, chiếm đóng Romania và Hungary.

## Tiểu sử
Suáykkovv sinh ngày 12 tháng 9 (lịch cũ 30 tháng 8) năm 1903 tại làng Davydkovo (quận Gzhatsky, nay là quận Gagarin của vùng Smolensk) trong một gia đình nông dân .

### Binh nghiệp
Ông bắt đầu cuộc đời binh nghiệp trong Hồng quân vào tháng 7 năm 1924. Năm 1925, ông gia nhập Đảng Cộng sản Liên minh (Bolshevik) và tốt nghiệp Trường Chính trị-Quân sự. Sau đó, ông giữ một số chức vụ chính trị viên trong lực lượng hàng không quân sự.
Tháng 1 năm 1928, Susaykov gia nhập lực lượng xe tăng, nơi ông sẽ gắn bó suốt cuộc đời mình. Ban đầu, ông trở thành phó đại đội trưởng phụ trách chính trị của trung đoàn xe tăng số 3. Năm 1929, ông tốt nghiệp trường quân sự và các khóa giảng viên chính trị tại Trường Chỉ huy Liên hợp cao cấp Kiev của Hồng quân mang tên S.S. Kamenev. Tháng 11 cùng năm, ông trở thành chính trị viên đại đội thuộc trung đoàn xe tăng 3 độc lập. Tháng 3 năm sau, ông trở thành phó đại đội trưởng phụ trách công tác chính trị, tháng 9 ông trở thành đại đội trưởng, đến tháng 10 ông kiêm nhiệm chính trị viên đại đội. Tháng 12, Susaykov được bổ nhiệm làm chỉ huy trưởng kiêm chính trị viên một đại đội thuộc Trung đoàn xe tăng huấn luyện độc lập. Năm 1932, ông được bổ nhiệm làm tham mưu trưởng một tiểu đoàn xe tăng độc lập của Sư đoàn vô sản Moskva.

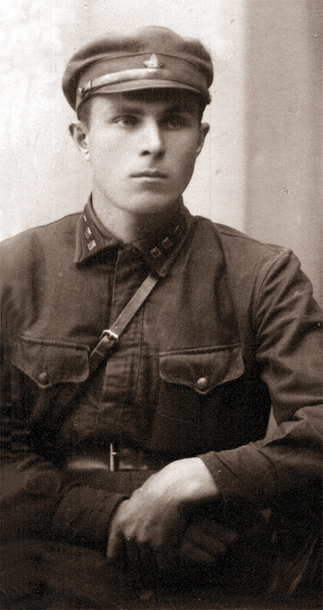
Susaykov năm 1928

Ngày 7 tháng 6 năm 1937, khi đang học để trở thành một kỹ sư quân sự, ông tốt nghiệp trước thời hạn (không bảo vệ bằng tốt nghiệp) tại Học viện Cơ giới và mô tô hóa của Hồng quân và được cử cùng với 50 học viên khác chuyển sang công tác quân sự-chính trị. Ông được bổ nhiệm làm chính ủy lữ đoàn cơ giới độc lập số 11. Tháng 8, Susaykov trở thành chính ủy của lữ đoàn cơ giới 6, và vào tháng 5 năm sau, đã trở thành chính ủy của quân đoàn cơ giới 7. Trong thời kỳ bị đàn áp, với tư cách là một cán bộ chính trị, ông đã tham gia viết các đặc điểm chính trị với "bằng chứng thỏa hiệp" về các chỉ huy của Hồng quân.
Ngày 2 tháng 8 năm 1938, theo mệnh lệnh của NKO số 0039/p, chính trị viên tiểu đoàn Susaykov được phong cấp bậc Chính ủy Quân đoàn. Cùng tháng, ông được bổ nhiệm làm thành viên Hội đồng Quân sự Quân khu Oryol, vào tháng 3 năm 1939, thành viên Hội đồng Quân sự Quân khu đặc biệt Belarus. Susaykov được cử làm đại biểu tham dự Đại hội lần thứ XVIII của Đảng Cộng sản Liên minh (Bolshevik), được tổ chức tại Moskva từ ngày 10 đến ngày 21 tháng 3.
Tháng 9, ông tham gia vào chiến dịch Ba Lan với tư cách là Ủy viên Hội đồng quân sự Phương diện quân Belorussia,, và giữ ở vị trí này cho đến tháng 11. Susaykov là một trong những nhà lãnh đạo quân sự và đảng đã ký lệnh số 005 của Hội đồng quân sự Phương diện quân Belorussia cho các đơn vị tiền phương về các mục tiêu của Hồng quân tiến vào lãnh thổ Tây Belarus.
Ông tiếp tục tham gia cuộc chiến Liên Xô-Phần Lan với tư cách là chính ủy Quân đoàn súng trường đặc biệt 28. Tháng 6 năm 1940, ông là Ủy viên Hội đồng quân sự Quân khu Kalinin và ngày 13 tháng 7, được bổ nhiệm làm thành viên Hội đồng quân sự Quân khu Baltic, được thành lập trên cơ sở quản lý của Quân khu Kalinin trước khi các nước Baltic chính thức được hợp nhất vào Liên Xô.
Ngày 23 - 31 tháng 12 năm 1940, một cuộc họp của ban lãnh đạo Hồng quân được tổ chức tại Moskva, tại đó người ta nhận ra rằng ban chỉ huy khu không làm đúng nhiệm vụ của mình. Susaykov đã vắng mặt trong cuộc họp. Ngày 25 tháng 12 năm 1940, Susaykov bị cách chức khỏi Hội đồng quân sự quân khu và chuyển sang làm Phó trưởng Ban Chính trị Thiết giáp phụ trách chính trị. Tháng 3 năm 1941, Susaykov một lần nữa bị giáng chức và được bổ nhiệm làm hiệu trưởng Trường Ô tô và Máy kéo Borisov.

### Tham gia Chiến tranh Vệ quốc Vĩ đại

#### Phòng thủ Borisov
Khi Chiến tranh Vệ quốc vĩ đại nổ ra, Susaykov đang lãnh đạo Trường Xe tăng Borisov. Trước ngày 14 tháng 2 năm 1941, nó là trường Kỵ binh Minsk. Trường có 1.400 cán bộ, giáo viên, nhưng lại thiếu pháo và vũ khí phòng không nên ảnh hưởng tiêu cực đến khả năng phòng thủ. Sự khởi đầu thảm khốc của cuộc chiến đã đặt đồn Borisov và bộ chỉ huy trường xe tăng vào một khoảng trống thông tin. Trong một báo cáo gửi cho người đứng đầu Tổng cục thiết giáp Hồng quân, Trung tướng Yakov Fedorenko, Susaykov viết: "Bộ chỉ huy trường từ ngày 23 đến ngày 26 tháng 6 từ sở chỉ huy tiền phương không nhận được thông tin gì về kẻ thù. Nhiệm vụ không được giao cho nhà trường... Không tìm thấy vị trí đặt trụ sở. Thông tin tình cờ và vụn vặt về kẻ thù chỉ được nhận từ quân đội, những người trong một đám đông hỗn loạn đang kéo theo đường cao tốc về phía đông".
Trước tình hình đó, Susaykov đã chủ động, với sự giúp đỡ của nhân viên nhà trường và người dân địa phương, bắt đầu chuẩn bị phòng thủ cho thành phố. Một con mương chống tăng dài 7 km đã được đào, các cứ điểm kiên cố và các khu vực phòng thủ được xây dựng ở bờ phía Tây và Đông Berezina. Một cụm quân độc lập được thành lập từ các học viên và giáo viên của trường, bổ sung thêm các binh sĩ rút lui, lạc đơn vị, để tổ chức bảo vệ thành phố. Trong số các chỉ huy cao cấp có mặt trong thành phố, có cả Đại tá Aleksandr Lizyukov, người đang trở về sau kỳ nghỉ phép. Cố gắng nắm bắt thông tin về kẻ thù, Susaykov tổ chức trinh sát, hoạt động trên các phương tiện bọc thép trong bán kính lên đến 30 – 40 km cho đến khi gặp quân tiên phong của địch.
Lực lượng phòng thủ được tăng cường sư đoàn súng trường cơ giới số 1 Moskva, dưới quyền chỉ huy của Đại tá Yakov Kreyzer. Tuy nhiên, Susaykov không hề ảo tưởng về những đơn vị thuộc quyền. Trong báo cáo ngày 28 tháng 6, ông đã viết: "Lực lượng mà tôi có thể dùng để bảo vệ Berezina và Borisov, chỉ là một bộ phận đơn vị chiến đấu tập hợp của trường bọc thép (lên đến 1.400 người). Bộ phận còn lại - binh sĩ và chỉ huy - một nhóm "ô hợp" từ những kẻ hoang báo hậu phương, mất tinh thần, những người chỉ huy hậu phương (đi công tác, nghỉ mát, điều trị) đang tìm về đơn vị và một tỷ lệ đáng kể tình báo Đức và phản gián (gián điệp, kẻ phá hoại...). Tất cả những điều này khiến cho các đơn vị phòng thủ ở Borisov mất khả năng chiến đấu". Nhà sử học quân sự Aleksey Isaev về sau đã gọi mối quan hệ giữa Susaykov và chỉ huy sư đoàn đến tăng viên, Kreizer, là "những xích mích nhất định" và lưu ý rằng các đơn vị của một sư đoàn chủ lực lại đang "ẩn náu" trong hậu phương của các đơn vị học viên và "ô hợp". Trong một bản báo cáo khác, Susaykov đã viết: "Sư đoàn tăng viện đã đến... bất chấp những yêu cầu lặp đi lặp lại của tôi, đã không tham gia vào các trận chiến ngày hôm qua và hôm nay".
Đối thủ của cụm quân Susaykov là Sư đoàn Thiết giáp số 18 của Wehrmacht dưới sự chỉ huy của Thiếu tướng Walther Nehring. Quân Đức đã tổ chức các cuộc tấn công vào Borisov diễn ra từ ngày 30 tháng 6 đến ngày 2 tháng 7. Các xe tăng của Kreizer nhận được lệnh di chuyển đến Borisov vào ngày 1 tháng 7 lúc 3g40, và lúc 5g50 chúng mới bắt đầu di chuyển. Sau khi vượt qua 130 km, đến 12 giờ, họ đã đến khu vực thành phố. Các lực lượng chính của sư đoàn 18 tiếp cận Borisov vào ngày 1 tháng 7 và lúc 16g30 đã chạm trán với xe tăng của sư đoàn bộ binh cơ giới số 1 tại khu vực Novo-Borisov. Cụm của Susaykov thiếu hụt trầm trọng xe tăng, pháo chống tăng và pháo phòng không, máy bay địch chiếm ưu thế trên không. Trong những điều kiện đó, xe tăng của Nering đã vượt qua được cây cầu bê tông cốt thép chính ở Borisov, ngăn cảnh việc phá cầu, và chiếm giữ một đầu cầu ở bờ phía đông. Giao tranh trong khu vực Borisov tiếp tục cho đến ngày 3 tháng 7, khi Nering, đã tích lũy lực lượng trên đầu cầu đang mở rộng, có thể tiếp tục cuộc tấn công theo hướng Orsha.
Ngày 4 tháng 7, Sở chỉ huy Phương diện quân Tây phát lệnh tác chiến trong đó nêu rõ: "Do sơ suất của chỉ huy và đơn vị bảo vệ Borisov, cây cầu bắc qua sông không bị phá nổ. Xe tăng địch đã có thể xuyên qua Berezina, một cách dễ dàng".
Trong quá trình bảo vệ Borisov, Susaykov bị thương nặng và được chuyển đi điều trị cho đến tận mùa xuân năm 1942. Trung đoàn học viên hỗn hợp của Trường Xe tăng Borisov vào ngày 11 tháng 7 được rút khỏi các cuộc chiến và được gửi đến Saratov, nơi Trường Xe tăng Saratov 3 được thành lập trên cơ sở của nó. Trong quá trình bảo vệ Borisov, Susaykov đã ký danh sách khen thưởng cho 40 cá nhân, tuy nhiên chỉ một người được trao tặng - Tham mưu trưởng Trung đoàn Học viên, Đại tá Lizyukov.

#### Những trận chiến khác
Trở lại quân đội sau khi hồi phục, Susaykov được bổ nhiệm làm  thành viên Hội đồng quân sự của một số mặt trận. Từ ngày 11 tháng 4 đến ngày 1 tháng 7 năm 1942 - Ủy viên Hội đồng quân sự Phương diện quân Bryansk, sau đó là Voronezh. Ông tham gia hoạt động phòng thủ trên các hướng Voronezh và Valuisko-Rossoshansky vào ngày 28 tháng 6 - ngày 16 tháng 8. Ngày 1 tháng 10, ông một lần nữa được bổ nhiệm làm Ủy viên Hội đồng quân sự Phương diện quân Bryansk và giữ chức vụ này cho đến khi phương diện quân giải thể vào ngày 12 tháng 3 năm 1943. Susaykov được phong quân hàm Thiếu tướng xe tăng ngày 6 tháng 12 năm 1942. 
Từ ngày 24 tháng 1 đến ngày 6 tháng 2 năm 1943, Susaykov tham gia vào Chiến dịch Voronezh-Kastornoye trong đội hình của Phương diện quân Bryansk. Ngày 6 tháng 7, ông được điều chuyển sang Hội đồng quân sự Phương diện quân Thảo Nguyên, và chính thức được bổ nhiệm làm Ủy viên Hội đồng quân sự phương diện quân vào ngày 9 tháng 7 năm 1943, thay Lev Mekhlis). Trên cương vị này, ông đã tham gia một số chiến dịch phòng thủ và tấn công: hoạt động phòng thủ trên hướng Belgorod-Kursk từ ngày 5 đến ngày 23 tháng 7; Chiến dịch phản công Belgorod-Kharkov ngày 3 đến 23 tháng 8; giải phóng Tả ngạn Ukraine từ ngày 25 tháng 8 đến ngày 30 tháng 9.
Từ tháng 10 năm 1943 đến tháng 3 năm 1945, ông là  Ủy viên Hội đồng quân sự Phương diện quân Ukraina 2. Trên cương vị này, ông đã trực tiếp tham gia vào chiến dịch tấn công Kirovograd ngày 14 tháng 11 - 20 tháng 12. Năm 1944, Susaykov tiếp tục công việc tích cực của mình với tư cách là Ủy viên Hội đồng quân sự Phương diện quân Ukraina 2: từ ngày 24 tháng 1 đến ngày 17 tháng 4, ông tham gia đánh bại kẻ thù ở Hữu ngạn Ukraina, Chiến dịch tấn công chiến lược Iaşi-Chişinău, giải phóng România và Bulgaria từ ngày 20 tháng 8 đến ngày 27 tháng 9.
Ông kết thúc chiến tranh với các chiến dịch tham gia đánh bại quân Đức ở Hungary và Nam Tư vào tháng 9 năm 1944 - tháng 2 năm 1945.

#### Ở Romania và Hungary
Ngày 2 tháng 4 năm 1944, Liên Xô tuyên bố vượt qua biên giới Romania, và ngày 10 tháng 4, Ủy ban Quốc phòng Nhà nước giao cho Susaykov chịu trách nhiệm giám sát mối quan hệ của chính quyền Liên Xô và các đơn vị quân đội với người dân và chính quyền Romania. Ngày 31 tháng 8, Susaikov cùng với Trung tướng Aleksandr Tevchenkov đến Bucharest để bắt cựu Thủ tướng Romania, Thống chế Ion Antonescu đưa về trụ sở Tập đoàn quân 53. Ngày 20 tháng 6 năm 1945, trong sắc lệnh của Đoàn Chủ tịch Xô viết Tối cao Liên Xô "Về việc tặng thưởng Huân chương Lenin" cho các tướng lĩnh của Hồng quân, chỉ xuất hiện hai cái tên - Susaykov và Tevchenkov.
Ngày 13 tháng 12 năm 1944, Ủy ban Quốc phòng Nhà nước, bằng sắc lệnh số GKO-7147s, lệnh cho Susaykov tổ chức việc triệu tập Quốc hội Lâm thời và thành lập Chính phủ Quốc gia Lâm thời Hungary. Susaykov đã tổ chức sự kiện thành công đến mức buổi khai mạc được tổ chức sớm hơn một ngày so với kế hoạch. Người đứng đầu Chính phủ Quốc gia lâm thời Hungary, Béla Miklós, đã phát biểu vào ngày 28 tháng 12, gửi cho Susaykov và Georgy Pushkin, thông báo cho Liên Xô về việc tuyên chiến với Đức.

### Sau chiến tranh
Sau chiến tranh, Susaykov là thành viên của Hội đồng Quân sự của Cụm binh đoàn Phương Nam. Từ tháng 1 năm 1946 - Phó tư lệnh phụ trách chính trị của Tổng tư lệnh Cụm binh đoàn phương Nam và Phó Chủ tịch Ủy ban Kiểm soát Đồng minh tại România. Ông  có ảnh hưởng đáng chú ý đến việc hình thành chính phủ Romania thân Liên Xô và ủng hộ các lực lượng thân Liên Xô, đóng vai trò là người chỉ đạo các quyết định của Liên Xô đối với Romania.
Năm 1948-1949, ông là Phó Chủ nhiệm Hậu cần Lực lượng vũ trang, tháng 10-1949 - tháng 1-1951 - Trưởng ban Tổng cục Ôtô Máy kéo. Năm 1951-1957 - Ủy viên Hội đồng Quân sự Quân khu Turkestan. Năm 1952, ông tham gia Đại hội XIX Đảng Cộng sản Liên Xô.
Từ năm 1958, ông là cố vấn quân sự cho Cơ quan Tổng thanh tra.
Ông là Phó chủ tịch Xô viết Tối cao Liên Xô các khóa 2 và thứ 4.
Ông mất ngày 12 tháng 7 năm 1962 tại Moskva và được chôn cất tại Nghĩa trang Novodevichy.

## Đời tư
Ông kết hôn với Yelena Petrovna Susaykova, có một con trai, Yuri, và hai con gái, Lilia và Nelly.
Năm 1955, con trai của Susaykov, một học sinh lớp 9, Yuri, vướng vào một vụ án hình sự. Bạn của Yuri là Boris Zhuravlev đã bắn chết sinh viên Viktor Kuzmin trong tình trạng say xỉn. Khẩu súng lục thuộc về Ivan Zakharovich được Yuri tặng cho Zhuravlev. Bản thân Susaykov khi đó đang phục vụ ở Tashkent, còn vợ, con trai và hai con gái của ông, học tại một trường ở Moskva, vẫn ở Moskva.

## Tưởng niệm
Tên của Susaykov được vinh danh trong Công viên các anh hùng Trudovaya Severnaya.

## Giải thưởng

### Liên Xô
- Ba Huân chương Lenin (20/06/1945, 25/11/1947,[22] 15/11/1950[23]);
- Ba Huân chương Cờ đỏ (11/10/1942, 11/3/1944, 11/5/1954)[1];
- Hai Huân chương Suvorov hạng 1 (13/06/1944, 13/9/1944);
- Huân chương Suvorov hạng 2 (19/01/1944);
- Hai Huân chương Kutuzov hạng 1 (28/04/1945, 17/05/1944);

### Nước ngoài
- Huân chương Mihai Dũng cảm với Thanh kiếm các hạng 1, 2, 3 (Vương quốc România, 09/05/1947)[24][25];

## Lược sử quân hàm
- Chính ủy Quân đoàn (Корпусной комиссар, 1938)
- Thiếu tướng xe tăng (1942)
- Trung tướng xe tăng (1943)
- Thượng tướng xe tăng (1944)